# Нарьян-Мар (аэропорт)
Нарьян-Мар — аэропорт федерального значения одноимённого города в Ненецком автономном округе. Эксплуатант аэропорта — открытое акционерное общество «Нарьян-Марский объединённый авиаотряд».
Является аэродромом совместного базирования. Принадлежит Министерству обороны РФ. Гражданскому сектору принадлежит перрон, рулёжные дорожки, места стоянок.
Аэродром класса В, оборудован системой посадки II и III категории с обоих направлений и светосигнальным оборудованием. Классификационное число ВПП (PCN) 17/R/B/X/T.. Кроме основной взлётно-посадочной полосы из железобетонных плит, имеются две пересекающиеся грунтовые взлётно посадочные полосы для самолётов Ан-2 и вертолётные площадки.

## История
Началом развития гражданской авиации в Ненецком округе можно считать 1933 год, когда лётчик Правилов Михаил Павлович был направлен в п. Белощелье с заданием обеспечить приём самолётов и создать аэродром. Под его руководством на льду реки Печоры была подобрана ровная площадка и оборудована простейшая маслогрейка для заправки самолётов. После этого в январе 1933 года в Нарьян-Мар начались первые полёты на самолётах Сталь-2.
Строительство первого сухопутного аэродрома в Нарьян-Маре началосьв 1940 году методом народной стройки. Проводились субботники, воскресники, все ожидали, что в сорок первом году будут выделены средства на продолжение работ.
Началась война, и строительство аэродрома стало главной стратегической задачей. Это была стройка № 1 в Ненецком округе, она стала общенародным делом для жителей города.
Инициатором достройки аэродрома исследователи называют первого секретаря Ненецкого окружкома КПСС и горкома ВКП (б) Серафима Кузина. Руководитель строительства — В. Н. Андреев.
Сухопутный аэродром Нарьян-Мара начал функционировать в октябре 1941 года, он тогда относился к 772-й авиабазе Беломорской военной флотилии. В это время самолёты из Нарьян-Мара и Амдермы выполняли разведывательные полёты в Арктике. Взлетно-посадочная полоса длиной 900 м< была построена в 1200 метрах от окружного Дома Советов.
В июле 1943 года начался новый этап достройки аэродрома. Модернизация аэродрома шла форсированными темпами. Осушено летное поле, заложены дренажные канавы протяжённостью около 2000 м, произведена частичная подсыпка песком заболоченного участка, сделано деревянное ограждение аэродрома протяжённостью 2000 м, построен командный пункт (землянка) и деревоземляное укрытие для одного самолёта.
В 1950 году в аэропорту строятся четыре домика для служб авиаотряда, а после большого наводнения в 1952 году были дополнительно построены дома отдела перевозок, гостиницы, 8 квартирный жилой дом и укрытие (тепляк) для ремонта техники.
В декабре 1952 года в аэропорту Нарьян-Мар произвел посадку первый самолёт Ан-2 (бортовой номер 41995).
В 1955 году в аэропорт поступил первый радиолокатор П-10, с помощью него можно было видеть и слышать все самолёты в радиусе 50-60 км.
В 1956 году в авиаотряде появился гидровариант самолёта Ан-2 — Ан-2В. На гидроозере в аэропорту был построен специальный пирс из бревен и брусьев.
Современный аэродром был построен Министерством обороны СССР в конце 1960-х годов в качестве аэродрома подскока для работы военной авиации в арктических широтах.
В самом начале своей истории ИВПП с курсом 63 градуса от города и 243 градуса от тундры была покрыта американскими стальными полосами. Затем взлетную полосу покрыли отечественными стальными
плитами К-1Д. Позже ВПП оделась в прочную одежду из железобетонных плит ПАГ-14.
Аэропорт используется как гражданский с 1981 года. В октябре 1981 года был сдан в эксплуатацию аэровокзал (деревянное здание). приспособленное в настоящее время для размещения вспомогательных служб аэропорта. В июне 1993 года открылось новое здание аэровокзала.

## Принимаемые типыВС
Ан-2, (ТВС-2МС), Ан-12, Ан-24, Ан-74, Ан-148, Ил-114, Ту-134, Як-40, Як-42, ATR 42, Boeing 737 (737-500), Bombardier CRJ 100/200, Sukhoi Superjet 100 и более лёгкие, вертолёты всех типов. В исключительных случаях возможен прием самолётов Ил-76, Ту-154, Ту-204 и Ту-214.

## Показатели деятельности
|                 | 2007  | 2008  | 2009  | 2010  | 2011  | 2012  | 2013  | 2014  | 2015  | 2016  | 2017  |
| тыс. пассажиров | 216,2 | 220,0 | 184,0 | 183,8 | 189,2 | 197,2 | 211,6 | 222,0 | 210,9 | 202,8 | 183,1 |

## Организация воздушного движения
В аэропорту находится Нарьян-Марское отделение филиала «Аэронавигация Северо-Запада» ФГУП «Госкорпорация по ОрВД».

## Памятники

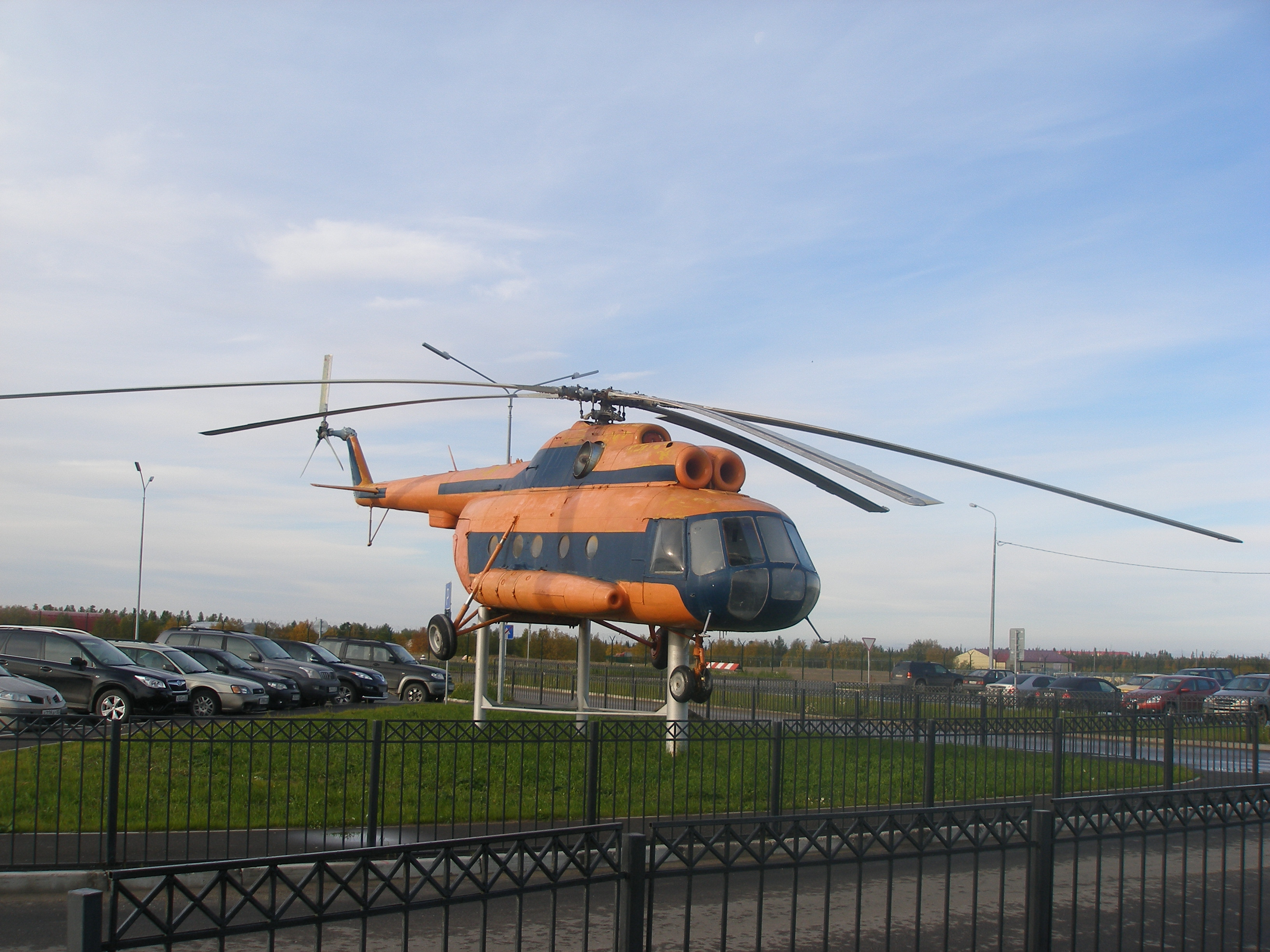
Вертолёт-памятник Ми-8ТВ (RA-25812) установленный в аэропорту Нарьян-Мара в октябре 1997 года

Обелиск «Лётчикам Заполярья»

На привокзальной площади в октябре 1997 года установлен вертолёт Ми-8ТВ (RA-25812). В сентябре 2024 года вертолёт-памятник был демонтирован, а вместо него в ноябре того же года установлен другой Ми-8 - RA-24612.
Рядом со старым зданием аэровокзала в 2005 году установлен обелиск «Лётчикам Заполярья».

## Наземное транспортное сообщение
Аэропорт с центром Нарьян-Мара соединяет автомобильная дорога общего пользования федерального значения — А381.
Автобусные маршруты:
- № 4: Морской порт — Аэропорт
- № 4а: ул. Ленина — Аэропорт
- № 415: п. Искателей — Аэропорт

## Происшествия

### 1997 год

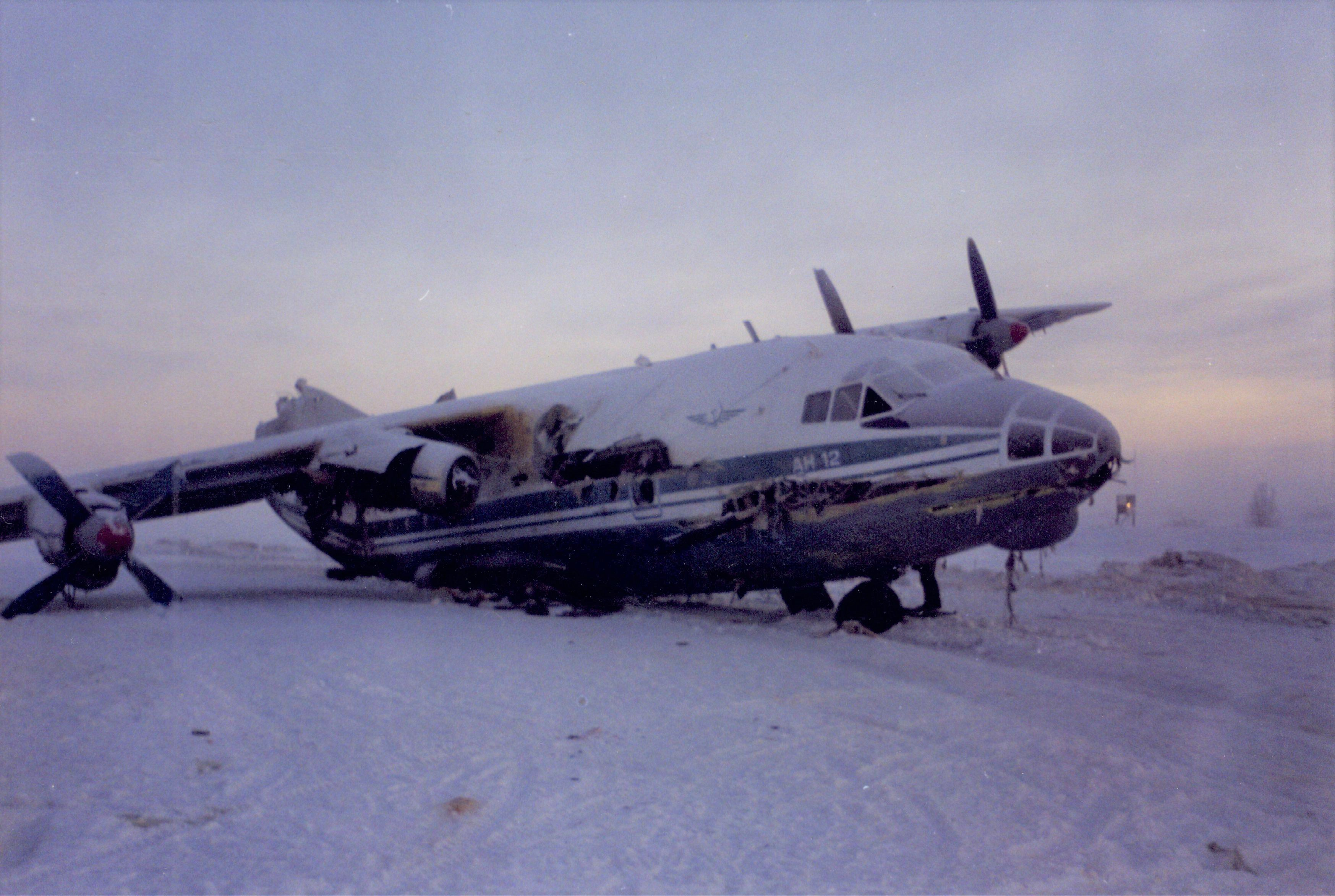
Последствия катастрофы в Нарьян-Маре 11 декабря 1997 года

Столкновение Ми-8 и Ан-12 в аэропорту Нарьян-Мара

### 2012 год
1 августа 2012 года самолёт Як-42Д (RA-42373) авиакомпании Ютэйр, на борту которого находились 104 человека (96 пассажиров и восемь членов экипажа), выполнявший рейс из Москвы, при посадке выкатился за пределы взлетно-посадочной полосы, люди не пострадали.

### 2013 год
21 декабря 2013 года самолёт ATR 42-500 (VQ-BPE) авиакомпании NordStar, на борту которого находились 43 пассажира и три члена экипажа, выполнявший рейс из Нарьян-Мар — Архангельск (Талаги), совершил в аэропорту Нарьян-Мар посадку с выключенным левым двигателем, Никто из пассажиров не пострадал. На расстоянии 100 км от Нарьян-Мара возникли сбои в работе левого двигателя. Командир воздушного судна принял решение отключить двигатель и вернуться в Нарьян-Мар.

### 2014 год
22 декабря 2014 года самолёт Ту-134А-3 (RA-65560) авиакомпании Катэкавиа в 09:07 после посадки съехал со взлетно-посадочной полосы и развернулся на 90 градусов, оказавшись на боковой полосе торможения.
Самолёт совершал рейс Пермь (Большое Савино) — Нарьян-Мар. На борту находились 57 человек, включая экипаж. Пострадавших нет, самолёт не повреждён.

### 2017 год
19 декабря 2017 года самолёт ТВС-2МС (бортовой номер RA-01460), следовавший рейсом Нарьян-Мар — Харута потерпел катастрофу сразу после взлёта из аэропорта Нарьян-Мар. На борту находилось 13 человек: десять взрослых, один ребенок, два пилота. На месте катастрофы погибла женщина. Позже в больнице умерли четырёхлетний мальчик и ещё один взрослый пассажир. 10 января 2018 года в Архангельске скончался четвёртый пострадавший — 32-летний Игорь Кириллов.

### 2023 год
21 апреля 2023 года самолёт Ан-24 (бортовой номер RA-46619) авиакомпании ЮТэйр, совершл жёсткую посадку в аэропорту Нарьян-Мара ударившись хвостовой частью о взлетно-посадочную полосу. На борту находилось 34 пассажира и 4 члена экипажа, никто не пострадал.